# SV Westsite
Westsite is een Nederlandse handbalclub uit de Noord-Hollandse stad Amsterdam. De club is ontstaan door een fusie tussen Westervogels en Ookmeer Slotervaart Combinatie op 1 juli 2000.
Het eerste damesteam van Westsite kom uit in de eerste divisie en speelt op het hoogste beachhandbalniveau van Nederland. Westsite heeft in de periode van 2017 tot heden mee gedaan aan het European Beach Tour EBt een internationaltoernooi voor landskampioenen beachhandbal.

## Resultaten
- 2017 1e
Tweede divisie B
- 2018 9e
Eerste divisie
- 2019 7e
Eerste divisie
- 2020 7e
Eerste divisie
- 2021
Eerste divisie

- Eerste divisie
- Tweede divisie

## Erelijst
| Nationaal       |    |            |
| Tweede divisie  | 1x | 2016/17    |
| NK Beachhandbal | 2x | 2017, 2018 |